# Amt Rhynern
Das Amt Rhynern war bis zur Kommunalreform, die am 1. Januar 1968 in Kraft trat, ein Amt im Kreis Hamm, ab 1930 Kreis Unna. Es gehörte zur preußischen Provinz Westfalen und zum Land Nordrhein-Westfalen.

## Geographie

### Lage
Das Amt lag südlich der Lippe und bildete den Nordosten des Kreises/Landkreises Hamm bzw. Kreises Unna.

### Nachbarn
Das Amt Rhynern grenzte, im Norden beginnend im Uhrzeigersinn, an die Kreise Beckum und Soest, an die Ämter Unna-Kamen und Pelkum sowie an die (seit 1901 kreisfreie) Stadt Hamm.

## Geschichte
Die preußische Landgemeindeordnung für die Provinz Westfalen von 1841 ersetzte die in der Franzosenzeit (1806 bis 1813) im Großherzogtum Berg eingeführten Bürgermeistereien mit Wirkung ab 1843 durch Ämter.
Im Kreis Hamm wurden dabei zunächst aus der Bürgermeisterei Rhynern das Amt Rhynern und aus der Landbürgermeisterei Hamm das Amt Hamm gebildet. Beide Ämter wurden in Personalunion verwaltet und bereits 1845 zu einem Amt Rhynern zusammengeschlossen.
Das Amt umfasste seitdem die 22 Gemeinden Allen, Berge, Braam-Ostwennemar, Bramey-Lenningsen, Flierich, Freiske, Frielinghausen, Haaren, Hilbeck, Mark, Norddinker, Osterflierich, Osttünnen, Rhynern, Schmehausen, Sönnern, Süddinker, Uentrop, Vöckinghausen, Wambeln, Werries und Westtünnen. Nach 1871 wurde außerdem noch der Gutsbezirk Brüggen aus der Gemeinde Bramey-Lenningsen herausgelöst.
Anlässlich der Auskreisung der Stadt Hamm am 1. April 1901 wurde aus dem Kreis der Landkreis Hamm. Der Gutsbezirk Brüggen wurde am 20. September 1928 aufgelöst und wieder in die Gemeinde Bramey-Lenningsen eingegliedert.
Nach einer Gebietserweiterung im Jahr 1929 wurde dieser im Oktober 1930 in Kreis Unna umbenannt.
Am 1. April 1939 wurde die Gemeinde Mark aufgelöst. Von den 5,09 km² wurden 2,38 km² der Stadt Hamm zugesprochen. Braam-Ostwennemar erhielt 1,89 km², Westtünnen 0,83 km².
Am 1. Januar 1968 wurde das Amt durch das Gesetz zur Neugliederung des Landkreises Unna aufgelöst. Allen, Freiske, Hilbeck, Osterflierich, Osttünnen, Rhynern, Süddinker und Wambeln wurden zu einer neuen amtsfreien Gemeinde Rhynern zusammengeschlossen.
Braam-Ostwennemar, Frielinghausen, Haaren, Norddinker, Schmehausen, Uentrop, Vöckinghausen und Werries wurden zu einer neuen amtsfreien Gemeinde Uentrop zusammengeschlossen. Bramey-Lenningsen und Flierich kamen zur neuen amtsfreien Gemeinde Bönen, Berge sowie Westtünnen wurden in die kreisfreie Stadt Hamm eingegliedert und Flierich kam zur Gemeinde Bönen.
Am 1. Januar 1975 wurde das ehemalige Amtsgebiet durch das Ruhrgebiet-Gesetz noch einmal vollkommen neu gegliedert.

## Gemeinden

### Gliederung der Bürgermeisterei Rhynern
Die Bürgermeisterei Rhynern war bis 1843 wie folgt gegliedert:
- A. Steuergemeinde Flierich
  - 1. Bramey und Lenningsen
  - 2. Flierich
- B. Steuergemeinde Osterflierich
  - 3. Osterflierich
- C. Kirchspiel und Steuergemeinde Hilbeck
  - 4. Hilbeck
  - 5. Sönnern
- D. Kirchspiel Rhynern
  - 6. Allen (gehörte zur Steuergemeinde Wambeln)
  - 7. Freiske (gehörte zur Steuergemeinde Rhynern)
  - 8. Osttünnen (damals auch Ostünnen, gehörte zur Steuergemeinde Ost[t]ünnen)
  - 9. Rhynern (gehörte zur Steuergemeinde Rhynern)
  - 10. Süddinker (damals auch Suddinker, gehörte zur Steuergemeinde Ost[t]ünnen)
  - 11. Wambeln (gehörte zur Steuergemeinde Wambeln)
  - 12. Westtünnen (damals auch Westünnen, gehörte zur Steuergemeinde Berge)
- E. Kirchspiel und Steuergemeinde Berge
  - 13. Berge

### Gliederung der Landbürgermeisterei Hamm
Die Landbürgermeisterei Hamm war bis 1843 wie folgt gegliedert:
- A. Kirchspiel und Steuergemeinde Mark
  - 1. Braam und Ostwennemar
  - 2. Mark
  - 3. Werries
- B. Steuergemeinde Norddinker
  - 4. Frielinghausen
  - 5. Norddinker
  - 6. Vöckinghausen
- G. Kirchspiel und Steuergemeinde Uentrop
  - 7. Haaren
  - 8. Schmehausen
  - 9. Uentrop

Die genannten 22 Orte der Bürgermeisterei Rhynern und der Landbürgermeisterei Hamm wurden Landgemeinden im Amt Rhynern im Sinne der Landgemeindeordnung für die Provinz Westfalen.

### Gebietsänderungen
| Datum      | Gemeinde vor der Änderung                 | Maßnahme      | Gemeinde nach der Änderung |
| ---------- | ----------------------------------------- | ------------- | -------------------------- |
| 20.09.1928 | Gutsbezirk Brügge                         | Eingliederung | Bramey-Lenningsen          |
| 01.04.1939 | Mark, Gebietsteile, Werries, Gebietsteile | Umgliederung  | Hamm                       |
| 01.04.1939 | Mark, Gebietsteile                        | Umgliederung  | Braam-Ostwennemar          |
| 01.04.1939 | Hamm, Gebietsteile                        | Umgliederung  | Werries                    |
| 01.04.1939 | Hamm, Gebietsteile, Mark, Gebietsteile    | Umgliederung  | Westtünnen                 |

### Verbleib der Gemeinden
| Gemeinde          | Datum der Änderung | Gemeinde bis 1974             | Gemeinde ab 1975 |
| ----------------- | ------------------ | ----------------------------- | ---------------- |
| Allen             | 01.01.1968         | Rhynern                       | Hamm             |
| Berge             | 01.01.1968         | Hamm                          | Hamm             |
| Braam-Ostwennemar | 01.01.1968         | Uentrop, Gebietsteile zu Hamm | Hamm             |
| Bramey-Lenningsen | 01.01.1968         | Bönen                         | Bönen            |
| Flierich          | 01.01.1968         | Bönen                         | Bönen            |
| Freiske           | 01.01.1968         | Rhynern                       | Hamm             |
| Frielinghausen    | 01.01.1968         | Uentrop                       | Hamm             |
| Haaren            | 01.01.1968         | Uentrop                       | Hamm             |
| Hilbeck           | 01.01.1968         | Rhynern                       | Werl             |
| Norddinker        | 01.01.1968         | Uentrop                       | Hamm             |
| Osterflierich     | 01.01.1968         | Rhynern                       | Hamm             |
| Osttünnen         | 01.01.1968         | Rhynern                       | Hamm             |
| Rhynern           |                    | Rhynern                       | Hamm             |
| Schmehausen       | 01.01.1968         | Uentrop                       | Hamm             |
| Sönnern           | 01.07.1969         | Werl                          | Werl             |
| Süddinker         | 01.01.1968         | Rhynern                       | Hamm             |
| Uentrop           | 01.01.1968         | Uentrop                       | Hamm             |
| Vöckinghausen     | 01.01.1968         | Uentrop                       | Hamm             |
| Wambeln           | 01.01.1968         | Rhynern                       | Hamm             |
| Werries           | 01.01.1968         | Uentrop                       | Hamm             |
| Westtünnen        | 01.01.1968         | Hamm, Gebietsteile zu Rhynern | Hamm             |

## Amtmänner
- Gerhard Enters (1851–1885)